# Guttigadus nudicephalus
Guttigadus nudicephalus är en fiskart som först beskrevs av Trunov, 1990.  Guttigadus nudicephalus ingår i släktet Guttigadus och familjen Moridae. Inga underarter finns listade i Catalogue of Life.